# Каск, Оскар
Оскар Рейнхольд Каск (нем. Oskar Reinhold Kask; 7 января 1898, Пернов — 13 апреля 1942, Северо-Уральский ИТЛ, Свердловская область) — эстонский политик.

## Биография
Участвовал в освободительной войне Эстонии, в 1919 году окончил 1-е лётное военное училище. В 1923 году учился на юридическом факультете Тартусского университета.
Каск был журналистом и активистом Эстонской рабочей партии в Пярну, членом Пярнуской городской думы и мэром Пярну (в 1924—1936 гг.; при вступлении в должность он был самым молодым мэром Эстонии). В 1930—1932 годах председатель Эстонской рабочей партии, депутат Рийгикогу 3-го, 4-го и 5-го созывов. В 5-м Рийгикогу первоначально в составе фракции Национально-центристской партии, с 1933 года независимый депутат, вышел из состава фракции перед утверждением 21 октября 1933 года пятого правительства Константина Пятса. В 1935—1940 годах Каск был членом правления Патриотической лиги, депутатом Национального собрания и Первого национального совета. В 1936—1940 годах он был министром социальных дел в пятом правительстве Константина Пятса, во втором правительстве Каарела Ээнпалу и в правительстве Юри Улуотса. Его отец, Яан Каск, домовладелец в Пярну (4 февраля 1859 г. — 24 марта 1936 г.), умер на следующий день после вступления сына в министерскую должность.
Был арестован НКВД в июне 1941 года и расстрелян в Свердловской области.

## Карьера
- Член Рийгикогу (15 июня 1926 г. — 14 июня 1929 г., 7 мая 1930 г. — 31 декабря 1937 г.)
- Мэр Пярну
- Министр социальных дел (с 16 марта 1936 г.)
- Член Национального Собрания
- Депутат Национального совета (32 избирательный округ)

## Награды
- Орден Эстонского Красного Креста 2-й степени 2-й степени, 1928 г.
- Орден Эстонского Красного Креста II степени I степени, 7 февраля 1929 г.
- Орден Орлиного креста 5-й степени (10 июня 1929 г.)
- Орден Белой Звезды I степени (31 декабря 1937 г.)
- Знака охраны природы II степени (1 мая) 1940 г.)